# Alcazar d'été
Pour les articles homonymes, voir Alcazar et Alcazar (Paris).

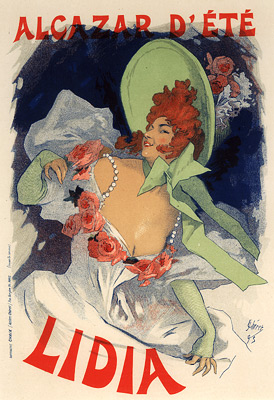
Affiche de Jules Chéret pour l'Alcazar d'été (1895).

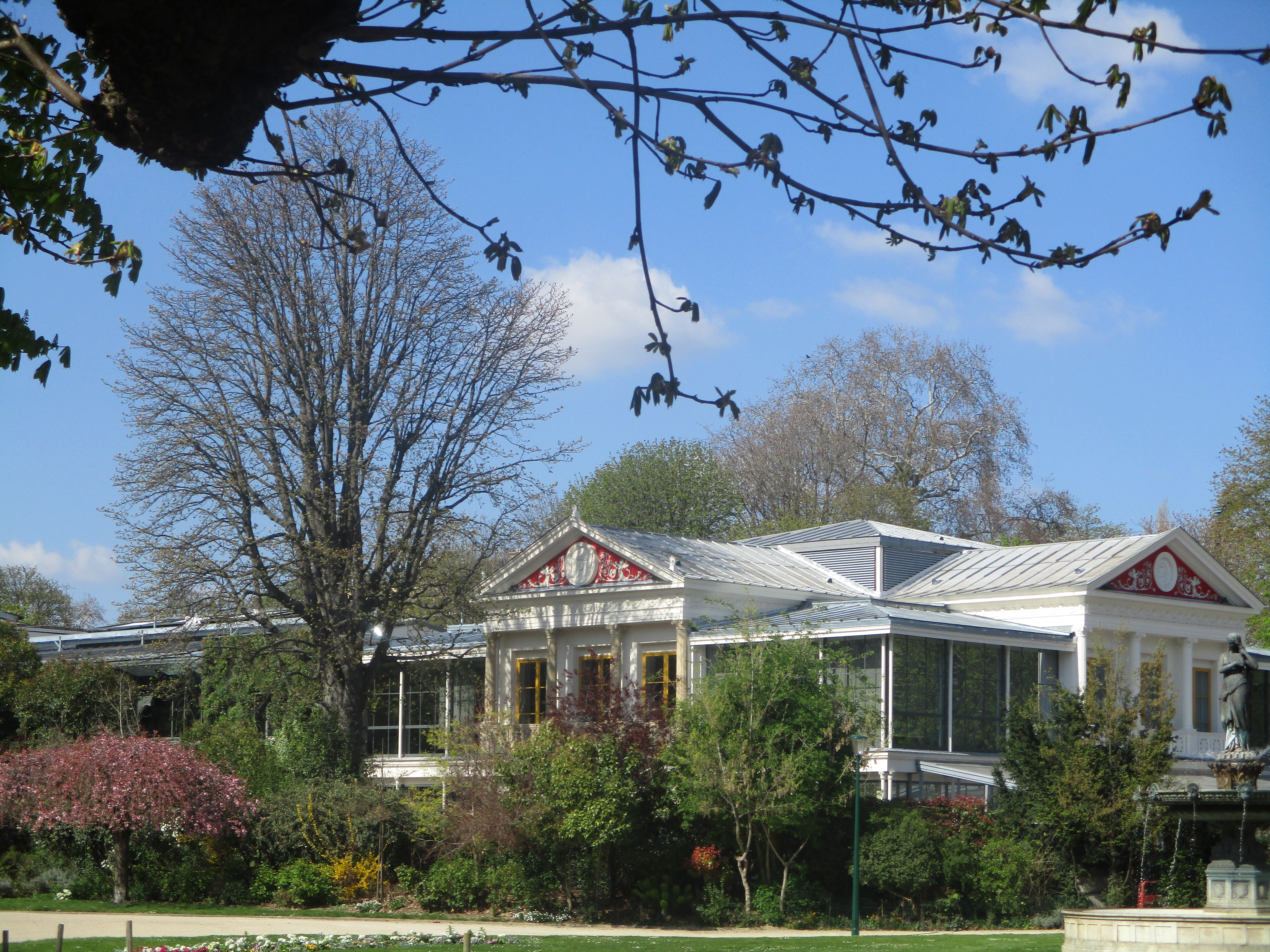
Le Pavillon Gabriel en 2019.

L'Alcazar d'été (devenu Pavillon Gabriel) est un café-concert parisien ouvert en 1860 et disparu en 1914, anciennement situé 5 avenue Gabriel, dans les jardins des Champs-Élysées (VIIIe arr.).

## Historique

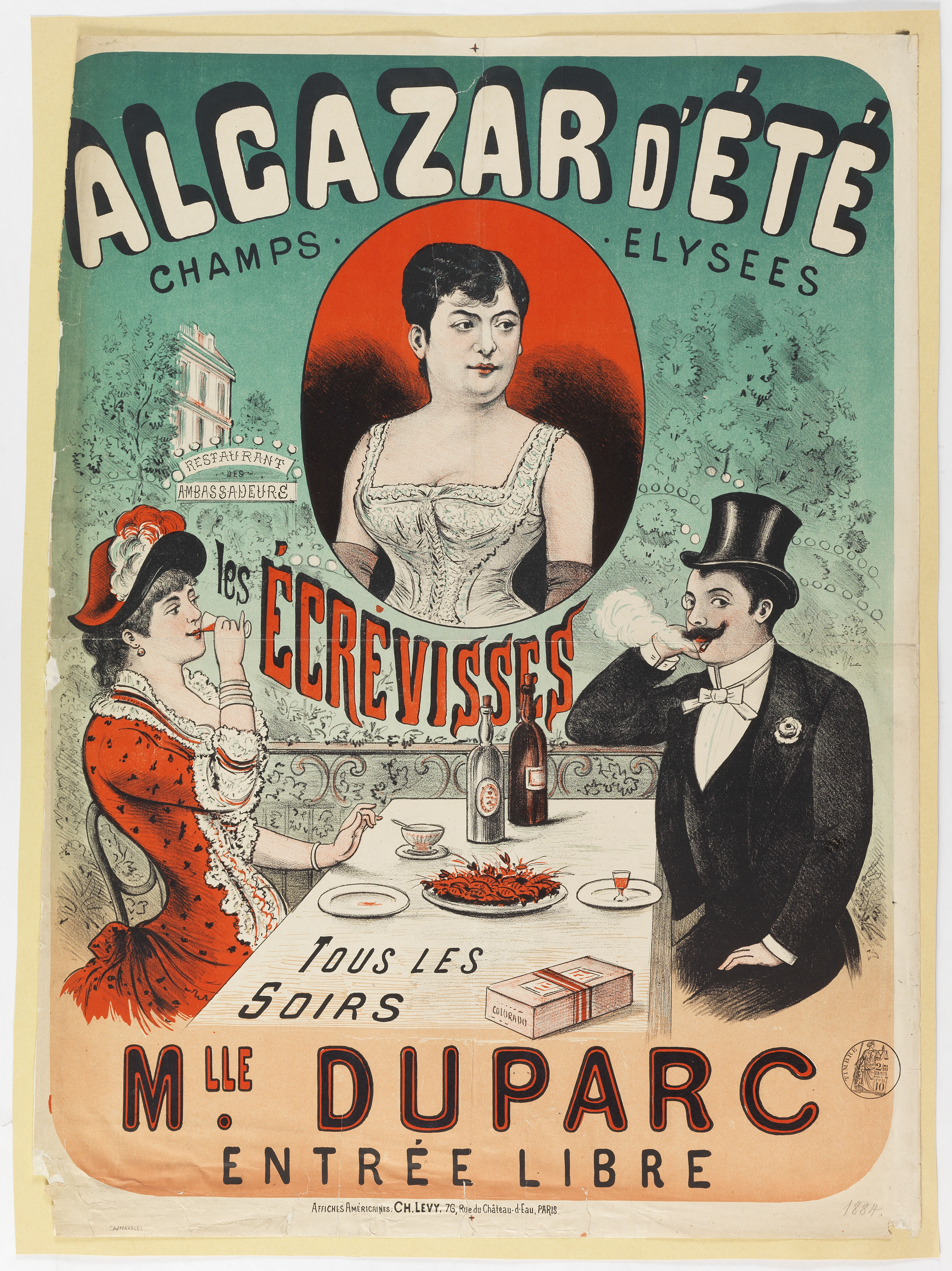
Affiche pour l'Alcazar d'été.

Ancien Café Morel (ou Chalet Morel), construit en 1841 dans l’esprit des constructions antiques, est sis derrière le palais de l'Élysée. Il est racheté en 1860, par Arsène Goubert, déjà propriétaire de l'Alcazar de la rue du Faubourg-Poissonnière (Xe arr.), qui lui donne le surnom d’Alcazar d'été (tandis que celui du Faubourg-Poissonnière devient l'Alcazar d'hiver).
Entièrement rénové dans les années 1950 et rebaptisé pavillon Gabriel, c'est dorénavant un lieu destiné aux réceptions et aux congrès (géré par le traiteur Potel et Chabot), ainsi qu'un studio de télévision où sont enregistrées notamment les émissions de Michel Drucker.

## Quelques artistes programmés
À la suite d'un dépouillement des programmes, Philippe Chauveau précise que les artistes suivants se sont produits à l'Alcazar d'été  :
- Thérésa
- Paulus
- Polin
- La Belle Otero
- Mistinguett
- Yvette Guilbert
- Mayol
- Fragson
- Marius Richard
- Esther Lekain
- Charlotte Gaudet
- Dranem
- Paula Brébion
- Polaire
- Anna Thibaud
- Eugénie Buffet
- Mistinguett
- Maurice Chevalier
- Suzanne Valroger
- Mansuelle
- Nine Pinson
- Gaby Montbreuse
- Yvonne Printemps

## Sources
1. 1 2  Chauveau, 1985, p. 116-117.

## Iconographie
- les affiches sur Gallica